# Jean Bounine-Cabalé
Pour les articles homonymes, voir Bounine.
Jean Bounine-Cabalé, né le 1er septembre 1923 à Djidjelli et mort le 9 mars 2007 à Jouars-Pontchartrain, est un ingénieur, homme d'affaires et consultant français. Il est l'auteur de plusieurs ouvrages économiques.

## Biographie

### Carrière
Fils de Charles Bounine-Cabalé, directeur d’école publique, et de Juliette Cavallo, Jean Bounine-Cabalé est élève de l’École polytechnique. Il est ensuite successivement ingénieur aux établissements Japy Frères (1948-50), à la société Strafor-Maroc (1950-56), ingénieur-conseil indépendant (depuis 1957), conseiller à la direction générale de la société L'Oréal (1960-90), fondateur (1971) et président du conseil de surveillance de la société Novaction, gérant (1982) puis président (1992) de JB Consult et conseiller du président de Solving International.
Jean Bounine a publié plusieurs ouvrages, en collaboration avec François Dalle,, président de L'Oréal et l'un des grands patrons des trente glorieuses et François Roche, directeur de la rédaction de la Tribune Desfossés.
En 1999, il signe pour s'opposer à la guerre en Serbie la pétition « Les Européens veulent la paix », initiée par le collectif Non à la guerre.

### Vie privée
Epoux de Bernadette Monce en premier mariage dont il a trois enfants : Thierry, Philippe et Nicolas.
Remarié il a été pendant quinze ans l'époux d'Édith Cahier, elle-même précédemment mariée à Robert Mitterrand.
Remarié à Roselyne Morane dont il a trois enfants : Julie, Marie-Amélie et Christophe.
Incorporé à la 2ème DB en 1943 il débarque en France avec la Division Leclerc le 1er août 1944 (22ème FTA) dans le Cotentin et participe à la libération de la France : Normandie, Paris, Baccarat, Strasbourg

## Distinctions
Il est chevalier de la Légion d'honneur[réf. souhaitée] et titulaire de la croix de guerre 1939-1945. Il reçoit le prix Renaissance de l'économie en 2007.

## Publications
- L’Entreprise du futur[N 1] (avec François Dalle), Calmann-Lévy, (1971)[11],[12],[13]
- Quand l’entreprise s’éveille à la conscience sociale, (avec François Dalle, preface de Jacques Monod), Éditions Laffont, (1975),  (ISBN 9782221020371)[14],[15]
- Le Taylorisme à l’envers (avec François Dalle et Bruno Lussato), Institut de l'entreprise, (1977),  (ISBN 9782902619030)
- Télématique ou privatique ?, Éditions d'Informatique, (1977),  (ISBN 2-901001-13-0)[16],[17]
- Produire juste à temps (avec Kiyoshi Suzaki), (1986),  (ISBN 9782225843655)[18]
- Pour développer l’emploi (rapport à Monsieur le Ministre des affaires sociales et de l'emploi), Editions Masson Paris, (1987),  (ISBN 9782225813092)
- Un projet pour le textile-habillement français, rapport remis à Roger Fauroux (1989)[19]
- L'Éducation en entreprise. Contre le chômage des jeunes, Éditions Odile Jacob, (1993),  (ISBN 2738101992)
- Le Sursaut (avec François Dalle), Calmann-Lévy Paris, (1994),  (ISBN 9782702123454)[20],[21] (lire en ligne)
- Vérités sur les 35 heures[N 2], Rocher, (2002),  (ISBN 9782268044323)[22]